# Сироко

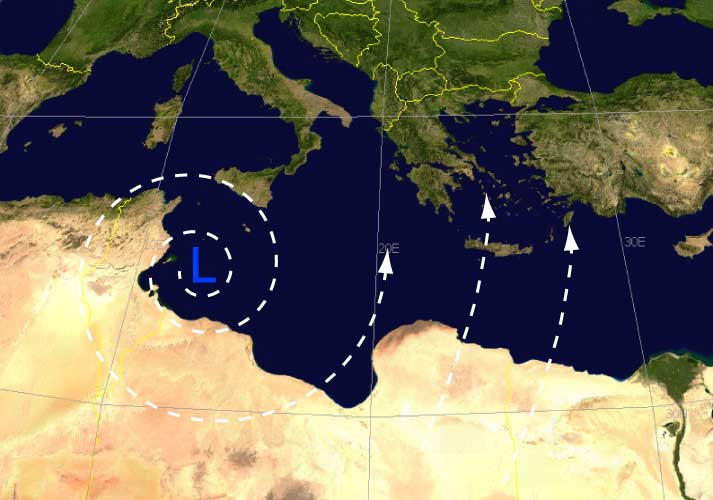
Утворення сироко

Сиро́ко, точніша передача вимови широ́ко (італ. scirocco, від араб. شرق — шарк — «схід») — сильний теплий вітер, що дме з Сахари до країн Середземномор'я (Північної Африки та Південної Європи). Цей вітер несе велику кількість пилу та може досягати ураганної швидкості.

## Походження
Дме з пустель, на відміну від «самуму» та інших африканських бур, які дмуть в пустелях і степах. Типовий для Північної Африки і всього Середземноморського басейну. У місцях формування, на рівнинах Північної Африки і на схилах гір, сироко має характер фену. Сироко посилюється після обіду, а ввечері й уночі слабшає. Зазвичай дме по 2—3 дні поспіль. Впливає на людей гнітюче. Сироко приносить тропічне повітря, сформоване над пустелями у теплих секторах циклонів, центри яких проходять над північними районами Африки. Сироко переносить червону й білу куряву з Сахари в більш північні райони, де вона випадає у вигляді забарвлених кривавих і молочних дощів.
Сироко, сухий і курний в Африці, проходячи над Середземним морем, стає вологим. На півдні Європи супроводжується задушливою погодою з мряками, але іноді він дме тут і при ясному небі. Теплий і вологий південний Сироко, що дме з моря, в Хорватії та Словенії називають jugo (південним); він триває не більше 2—3 днів і слідом за ним приходить холодний фронт з різким похолоданням.
Переваливши через гори на півдні Європи, сироко на підвітряній стороні гір набуває рис фену (жорстокого суховію). Наприклад, на півночі Сицилії (Палермо) сироко буває 12 днів на рік. При цьому температура повітря іноді підвищується до 35 °С, а відносна вологість знижується до 2 %.
Характер сироко мають різні місцеві вітри: в Іспанії — левече, левеш, картахена, канарський, больхор-але, бочорно; на Канарських островах — південно-східний сироко (місцева назва — каліма); в Алжирі — арифі, гінулі, гібулі (берб. ghibli, від араб. قبلي), самум; в Тунісі — гінулі, джилі, хамсин, чилі; у Палестині і Сирії — самум, шаргей; у Судані — хабуб; у Марокко — мергі, шаргей (північний вітер) тощо; на Криті — нотья (це вологий сироко); в Егейському морі — нотіа, остріа; в Адріатичному морі — фур'янте, марціон; на північному сході Італії — маллеціо; в Єгипті — хамсин; на Середземноморському узбережжі Франції — маре́н (фр. marin); на острові Корсика — марен (південно-східний вітер з дощем), лабе, згало, огон; на Балеарських островах — ялок.
Таким чином, сироко називають по-різному, проте спільним є висока температура і запиленість принесеного ним повітря з пустель.